# Washakie

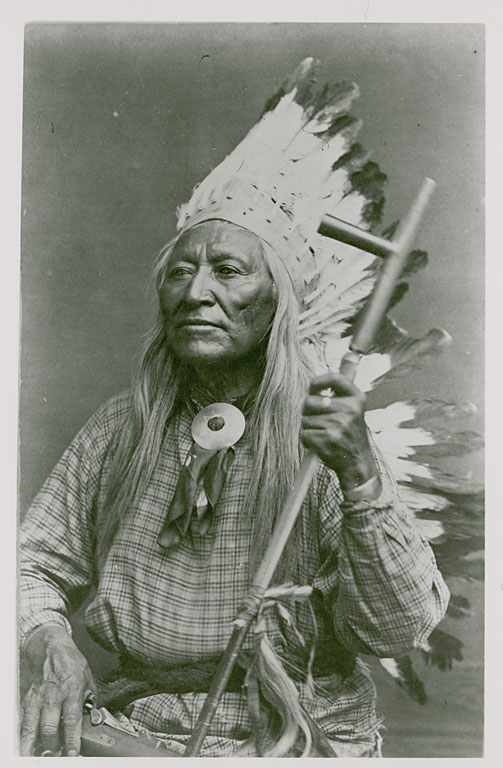
Foto von Washakie

Washakie (ursprünglich Pinaquana bzw. Pina Quanah; * um 1800; † 20. Februar 1900) war ein Häuptling der östlichen Shoshone. Er war ein bekannter Krieger, der um etwa 1840 mehrere Shoshonengruppen vereinigte. Des Weiteren war er als (Pelz-)Händler, Jäger und Trapper aktiv. 1880 wurde er mormonisch getauft, 1897 taufte ihn der walisische episkopalische Geistliche John Roberts erneut.
Wegen seiner Tapferkeit im Kampf, seines Einsatzes für Frieden und das Wohlergehen seines Volkes ist er einer der angesehensten Führer der Geschichte der Indianer. 1878 wurde das Fort Washakie nach ihm benannt. Bei seinem Tod 1900 war er der erste Indianer, dem ein Begräbnis mit militärischen Ehren zuteilwurde.
Außer mehreren Indianersprachen hatte Washakie von Händlern und Trappern Englisch und Französisch gelernt.
Er hatte mehrere weiße Freunde, darunter Jim Bridger, mit dem er als Jäger und Trapper unterwegs war, sowie Kit Carson und John Charles Frémont. Washakies Tochter Mary Washakie wurde 1850 Jim Bridgers dritte Frau.
Er erkannte, dass der Zug der Weißen nicht gestoppt werden könne, weshalb er durch Verhandlungen mit dem US-Militär ein Gebiet von drei Millionen Acres (etwa 1,2 Millionen Hektar) in Wyoming für die Shoshonen sicherte, heute ist es deren Reservat Wind River Indian Reservation. Des Weiteren wollte er für höhere Bildung der Indianer sorgen, so dass er dem Geistlichen John Roberts Land zur Errichtung eines Internats für Mädchen zur Verfügung stellte, wo diese traditionelles Handwerk und traditionelle Sprache lernen sollten.
Er handelte den Vertrag von Fort Laramie 1851 mit aus.
Er wurde später allgemein als Anführer der Shoshonen angesehen, so auch von Brigham Young, dem Führer der Mormonen und Gouverneur von Utah.

## Historische Objekte
In Fort Washakie befindet sich das historische Fort Washakie Historic District. Das Gebiet befindet sich innerhalb der Wind River Indian Reservation auf der U.S. Route 287 in Wyoming. Das Fort Washakie Historic District umfasst 36 Gebäude und wurde am 16. April 1969 vom National Register of Historic Places als historisches Denkmal mit der Nummer 69000188 aufgenommen.

## Ungefähre Lebensdaten
Die Geburtsdaten von Washakie sind nicht klar. Für die offiziellen Kirchenaufzeichnungen trug man 1798 ein, auf seinem Grabstein steht 1804 als Geburtsjahr, vermutlich war sein Geburtsjahr jedoch später; wenn man seinen eigenen Angaben folgt, etwa zwischen 1808 und 1810. Möglicherweise war der Geburtsort in Montana. Er wurde in den Stamm seines Vaters geboren, der Flathead-Indianer war, und erhielt seinen Namen Washakie, als er in den Shoshonen-Stamm seiner Mutter eintrat, was wohl etwa zwischen 1826 und 1832 geschah. Laut eigenen Angaben war er zu diesem Zeitpunkt 16 Jahre alt.
1833 oder 1834 heiratete er seine erste Frau.

## Namensverwendung
Nach Washakie wurden andere Örtlichkeiten benannt: das Washakie County sowie Fort Washakie. Auch das Schiff USS Washakie trägt seinen Namen.
Washakie wird im Lucky-Luke-Band Der singende Draht neben anderen historischen Persönlichkeiten erwähnt.